# Franciszek Biały
Franciszek Biały (ur. 4 września 1931 w Królewskiej Hucie, zm. 24 października 2017 we Wrocławiu) – polski historyk, doktor habilitowany, profesor Instytutu Historycznego Wydziału Nauk Historycznych i Pedagogicznych Uniwersytetu Wrocławskiego.

## Życiorys
W 1951 roku zdał maturę w liceum Towarzystwa Przyjaciół Dzieci w Chorzowie. Następnie podjął studia na Wydziale Filologiczno-Historycznym Uniwersytetu Wrocławskiego, które ukończył w 1955 roku. Pracę magisterską pisał pod kierunkiem profesora Karola Maleczyńskiego. 9 listopada 1960 pod kierunkiem Kazimierza Popiołka obronił rozprawę doktorską pt. "Górnośląski Związek Przemysłowców Górniczo-Hutniczych 1854–1914. Z dziejów kapitalizmu monopolistycznego na górnym Śląsku"..
W latach 1955–1969 był pracownikiem Instytutu Historii Polskiej Akademii Nauk w Warszawie, zaś w latach 1969–2001 pracownikiem Instytutu Historycznego Wydziału Nauk Historycznych i Pedagogicznych Uniwersytetu Wrocławskiego. W 1985 uzyskał habilitację. Od 1989 roku pracował jako docent, a w 1992 roku został profesorem nadzwyczajnym. W 2001 roku przeszedł na emeryturę.
Badacz dziejów społeczno-politycznych Niemiec i Śląska od połowy XIX w. do 1939 roku oraz prasy śląskiej, był autorem publikacji Niemieckie ochotnicze formacje zbrojne na Śląsku 1918-1923 (1976), Ruch Narodowo-socjalistyczny w prowincjach śląskich (1987) oraz współautorem; Periodyki śląskie od XV wieku do 1945 roku.
Zmarł 24 października 2017 i został pochowany na Cmentarzu Osobowickim.